# Zasavska
Zasavska (slowenisch: Zasavska statistična regija, deutsch: Statistische Region Obere Save – auch Obere Save-Gegend, englisch: Central Sava Statistical Region) ist eine statistische Region in Slowenien auf NUTS3-Ebene.
Die Region, die für statistische Zwecke bestimmt ist, wurde im Mai 2005 eingeführt. Sie ist Teil der Kohäsionsregion Ostslowenien.
Zasavska ist die kleinste der zwölf statistischen Regionen Sloweniens und die einzige, die nur inländische Grenzen hat. Die Gesamtfläche beträgt 485 km² und die Einwohnerzahl am 1. Januar 2020 betrug 57.148 und zählt zu den am dichtesten besiedelten Regionen Sloweniens.
Das Gebiet liegt östlich von Ljubljana, der slowenischen Hauptstadt. Namensgebend war die Region Zasavje.

## Gemeinden
Die Region umfasst die vier Gemeinden Hrastnik, Litija (seit 2015), Trbovlje und Zagorje ob Savi.
| Wappen  | Gemeinde        | Deutscher Name   | Karte   | Fläche km² | Einwohner (2023) | NUTS3- Code | Kfz- Kz. |
| ------- | --------------- | ---------------- | ------- | ---------- | ---------------- | ----------- | -------- |
|         | Hrastnik        | Hrastnigg        |         | 58,6       | 8.967            | SI015       | L J      |
|         | Litija          | Littai           |         | 221,4      | 15.753           | SI021       | L J      |
|         | Trbovlje        | Trifail          |         | 57,8       | 15.958           | SI015       | L J      |
|         | Zagorje ob Savi | Seger an der Sau |         | 147,1      | 16.413           | SI015       | L J      |
| Gesamt: | Gesamt:         | Gesamt:          | Gesamt: | 484,9      | 57.091           |             |          |

## Nachbarregionen
| Osrednjeslovenska | Osrednjeslovenska, Savinjska                | Savinjska |
| Osrednjeslovenska | Kompassrose, die auf Nachbargemeinden zeigt | Savinjska |
| Osrednjeslovenska | Osrednjeslovenska, Savinjska                | Savinjska |